# Trail del Viandante
La Trail del Viandante Sky Race è una corsa podistica di skyrunning, che si svolge nella regione Lombardia, ogni anno. Fa parte del calendario dell'International Skyrunning Federation (ISF).

## Percorso

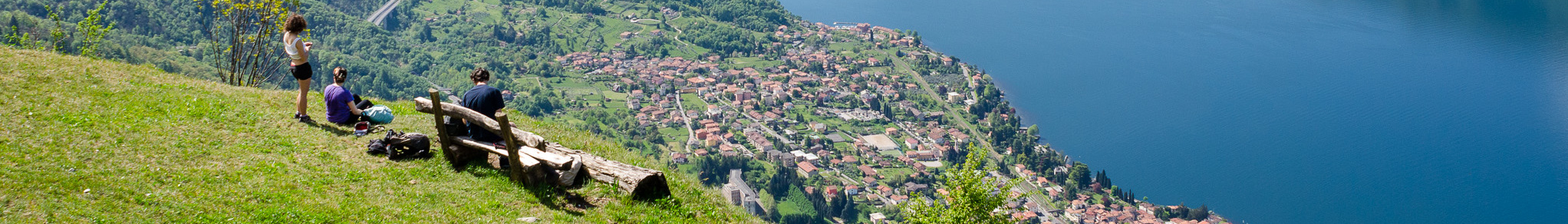
Il Sentiero del Viandante

La gara si svolge sul Sentiero del Viandante con erba, asfalto e ghiaioni per uno sviluppo totale è di 25km. Il tratto iniziale prevede la partenza da Abbadia Lariana.
Da qui si percorrono sentieri e strade sterrate che portano al traguardo, fissato a Piantedo. Il tempo massimo per percorrere l'intero percorso è di 6 ore.
Lungo il tracciato sono disposti 5 punti ristoro  in cui gli atleti possono trovare alimenti liquidi (acqua, sali minerali) e solidi (frutta secca e fresca).
Esisteva in passato anche una versione più lunga della gara (oltre 40 km).